# ФК 14. октобар Крушевац
ФК 14. октобар је био фудбалски клуб из Крушевца. Основан је 1926. године, а угашен након сезоне 2006/07.

## Историјат
Фудбалски клуб 14. октобар основан је 1926. године. Функционисао је у склопу предузећа за производњу машина и компонената. У сезони 2004/05. такмичио се у тадашњој Српској лиги Исток, али је испао као 16. на табели и наредне сезоне био део Поморавске зоне. Ту је играо и по осамостаљењу Србије, али је након сезоне 2006/07. испао и из тог такмичења. Услед денационализације земљишта које се налазило у саставу предузећа, терен на ком је 14. октобар био домаћин враћен је некадашњем власнику. Клуб је тиме престао да постоји, али је селекција ветерана наставила да одржава традицију одигравањем ревијалних утакмица.
У сезони 1985./86. се квалификовао за Куп Југославије. У првом колу је победио Сутјеску Никшић (2:1), док је у другом изгубио од ФК Партизана (0:5).